# Rebelión en la granja (película de 1954)
Rebelión en la granja (título original: Animal Farm) es un largometraje de animación británico realizado por la pareja John Halas y Joy Batchelor, estrenado en 1954. Es una adaptación de la novela satírica del mismo nombre, La Granja de los animales (1945) de George Orwell, encargada y financiada en gran parte por la Agencia Central de Inteligencia (del Gobierno federal de los Estados Unidos), con fines de propaganda en el marco de la operación Mockingbird. En el contexto de la Guerra fría, el final de la historia ha sido modificado con el fin de focalizar la corrupción que se apodera de la granja sobre los animales que representan al comunismo (los cerdos) mientras que aquella que toca los representantes del capitalismo (los humanos) ha sido eliminada.

## Argumento
La Granja Manor es una granja que en otros tiempos había sido próspera, pero que después, ha atravesado tiempos difíciles, mientras sufre bajo el liderazgo del ahora ineficaz dueño agresivo y borracho, el Sr. Jones. Una noche, el Viejo Mayor, un cerdo premiado y el animal más viejo de la granja, convoca a todos los animales de la granja para una reunión, donde denuncia el abuso y la infelicidad de Jones bajo el mando de Jones, animando a los animales a expulsarlo, mientras enfatizando que deben mantenerse fieles a sus convicciones después de haber obtenido la libertad. Con eso, les enseña a los animales una canción revolucionaria, "Beasts of England", antes de finalmente fallecer.
A la mañana siguiente, el Sr. Jones se niega a alimentar a los animales para el desayuno y deciden irrumpir en su almacén para servirse a sí mismos. Cuando el Sr. Jones se despierta, antes de amenazarlos con su látigo, los animales se rebelan y lo alejan de la granja, eventualmente rebautizándola como "Granja Animal". Varios de los conocidos de Jones en la aldea circundante se unen contra ellos, pero son rechazados después de una feroz pelea. Los animales comienzan a destruir todo rastro de la influencia del granjero, comenzando por las armas que se usan contra ellos. Una investigación posterior en la casa del Sr. Jones los lleva a decidir no vivir allí, aunque uno de los cerdos líderes, un codicioso jabalí llamado Napoleón, se interesa por la casa abandonada. Encuentra una camada de cachorros (cuya madre murió en la confrontación contra el Sr. Jones) y comienza a criarlos en secreto.
Los Mandamientos del Animalismo son escritos en una pared del granero para ilustrar las leyes de su comunidad. El más importante es el último, que afirma que: "Todos los animales son iguales". Todos los animales trabajan, pero el caballo Boxer, y su amigo el burro Benjamín, que también es el protagonista de la película, hacen más trabajo extra. Mientras tanto, Snowball intenta enseñar a los animales a leer y escribir. La comida se vuelve abundante y la granja funciona sin problemas. Los cerdos se elevan a posiciones de liderazgo y apartan alimentos especiales "en virtud de su trabajo mental".
Cuando llega el invierno, Snowball anuncia su idea de un molino de viento, mientras que Napoleón se opone. Mientras Snowball jura desafiante reducir las jornadas laborales de los animales, Napoleón hace que sus perros persigan a Snowball, expulsándolo de Granja Animal. Posteriormente, Napoleón declara que Snowball es un traidor, justifica convertirse en el nuevo líder, junto con Squealer como su propagandista, y hace cambios. Ya no se celebrarán reuniones, sino que él tomará las decisiones. Los animales eventualmente trabajan más duro debido a la promesa de una vida más fácil, una vez que se complete el molino de viento.
Durante este tiempo, los cerdos también deciden alterar sus propias leyes. "Ningún animal dormirá en camas", se cambia a "Ningún animal dormirá en camas con sábanas", cuando descubren que los cerdos dormían en la antigua casa del Sr. Jones. En poco tiempo, la codicia de Napoleón lo lleva a negociar con un comerciante local llamado Sr. Whymper para obtener un suministro de jaleas y mermeladas. El precio son todos los huevos de gallina. Cuando las gallinas descubren esto, intentan rebelarse arrojando sus huevos a los cerdos durante un intento de incautación por la fuerza. Para infundir miedo, Napoleón celebra un "juicio" en el que una oveja y un pato se unen a las gallinas acusadas de traidoras. Los perros los llevan afuera y los matan, y su sangre se usa para agregar las palabras "sin causa" al final del mandamiento "Ningún animal matará a otro animal". Napoleón prohíbe el himno "Bestias de Inglaterra", declarando que la revolución está completa y el sueño de Granja Animal finalmente se ha hecho realidad. Luego amenaza con ejecutar a cualquier animal que sea sorprendido cantándolo.
Cada vez más celoso del éxito financiero de Whymper debido a su comercio con Granja Animal, un grupo hostil de granjeros piratas ataca la granja. El Sr. Jones, rechazado por su fracaso y borrachera, usa dinamita para volar el molino de viento con él mismo dentro. Aunque los animales ganan la batalla, lo hacen a un alto costo de vidas y Boxer resulta herido. Boxer continúa trabajando hasta que se derrumba una noche mientras trabaja en la reconstrucción del molino de viento. Napoleón envía a buscar una camioneta para llevarse a Boxer, que Benjamin reconoce como el "vagón de la muerte" de la fábrica de pegamento de Whymper. Posteriormente, se entrega en secreto un suministro de alcohol. Al mismo tiempo, Squealer pronuncia un discurso falso, afirmando haber estado cerca del lado de Boxer en su lecho de muerte, y afirma que sus últimas palabras fueron para glorificar a Napoleón. Los animales molestos descubren que esto solo fue una mentira creada para hacer propaganda, y reconocen cuán opresivo se ha vuelto Napoleón, pero los perros los ahuyentan antes de que se pueda hacer nada. Esa noche, los cerdos brindan por la memoria de Bóxer, consumiendo el whisky que compraron con su vida.
Pasan los años y Napoleón, al civilizar a sus compañeros cerdos, ha convertido las granjas vecinas en una empresa. Los cerdos comienzan a parecerse a los humanos, ya que caminan erguidos, llevan látigos, beben alcohol y usan ropa. Los Mandamientos se reducen a una sola frase: "Todos los animales son iguales, pero algunos animales son más iguales que otros". Este cambio finalmente impulsa a los animales oprimidos de las granjas cercanas a reunirse en Granja Animal para decidir sobre su futuro. Napoleón organiza una cena para una delegación de cerdos de fuera, quienes lo felicitan por tener los animales más trabajadores y que menos consumen en el país. Napoleón hace un brindis por un futuro en el que los cerdos poseen y operan granjas en todas partes. Benjamin, al escuchar la conversación, imagina brevemente que todos los cerdos se han parecido al Sr. Jones.
Al darse cuenta de que su situación de vida es incluso peor que antes de la revolución, los animales asaltan la granja para derrocar a Napoleón y vengar el destierro de Snowball y la muerte de Boxer. Napoleon intenta convocar a sus perros guardianes, pero estos están demasiado borrachos para responder, mientras que los cerdos presentes están demasiado asustados para enfrentarse a la horda invasora. Los animales pisotean a Napoleón y a los demás los cerdos hasta la muerte antes de reclamar la granja, con Benjamín de pie con sombrío triunfo a la cabeza.